# NGC 2415
NGC 2415 je galaksija u zviježđu Risu.

## Vanjske poveznice
- SEDS: NGC 2415